# Collix infecta
Collix infecta là một loài bướm đêm trong họ Geometridae.